# Гай, Генрих
Генрих Юлиан Гай или Генрих Юльевич Гай (пол. Henryk Julian Gay; 10 января 1875, Варшава — 3 октября 1936, Варшава) — польский архитектор и инженер, который в начале XX века. работал в Российской империи, а потом в Польше. Работал в стиле неоклассицизма. Автор проектов многих зданий в Варшаве, Минске, Киеве и в других местах Российской империи. В межвоенный период — воеводской архитектор в Пинске.

## Биография

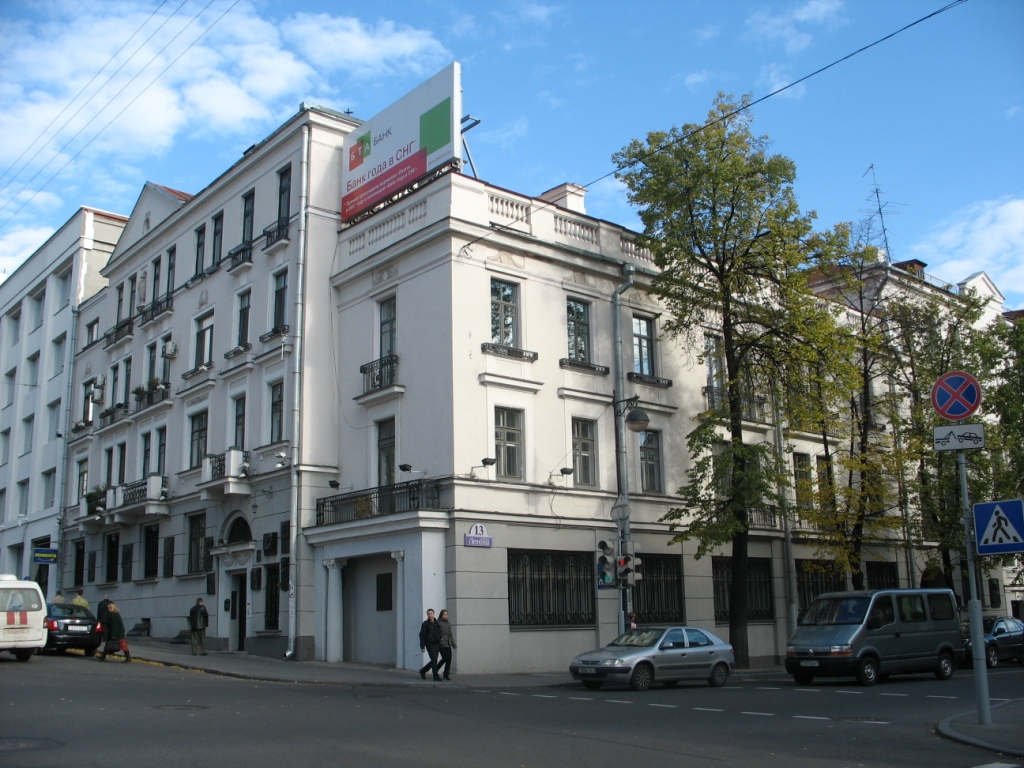
Дом Свенцицкого, проект Генриха Гая

Родился 10 января 1875 года в Варшаве, в Царстве Польском, сын Генриха и Йоанны (в девичестве Мюллер (Müller)). Происходил из польской шляхты. Его дед, Якуб Гай, был архитектором, спроектировал, среди прочих здание Банка польского в Варшаве. Генрих Гай закончил Гимназию Войцеха Гурского, изучал архитектуру в Институте гражданских инженеров в Санкт-Петербурге, в 1898 году получил диплом инженера. Позже продолжал образование в Париже, Вене и Мюнхене; некоторое время жил в Италии, Алжире, Тунисе и т. д.
После возвращения из-за границы начал работу в Варшаве. По совету старших коллег в 1906 году он переехал в Минск, где тем временем не хватало профессиональных архитекторов и было легче сделать карьеру самостоятельного автора. В 1906—1910 годах руководил строительно-монтажными работами на строении Костела Святых Симона и Елены в Минске.
С 1909 года член Круга архитекторов в Варшаве. В начале декабря 1908 года в составе делегации Круга участвовал в Первом съезде делегатов польских архитектурных кругов в Кракове.
Перед первой мировой войной участвовал в работе двух архитектурных мастерских. Одна из них находилась в Варшаве и сначала была в совместном владении (вместе с Дзержановским и Войцеховским), а позже во владения Гая, на ул. Окулник. Вторая, «Гай, Свентицкий & Co», находилась в Минске, в доме Юхновича на углу современных улиц Карла Маркса и Энгельса. Некоторое время работал в Минске и его окрестностях, возвел немало произведений сакральной и гражданской архитектуры. Участвовал в архитектурных конкурсах, где получил многочисленные знаки отличий и награды, в том числе, первую премию в конкурсе на проектирование Бессарабского рынка в Киеве; до этого Гай имел опыт строительства крытого рынка в Варшаве. В 1914 году переехал вглубь России, начало первой мировой войны встретил во Владивостоке. Организовал там польскую колонию и исполнял обязанности консула. В 1918 году выехал из России. В 1919 году приехал в Минск, но в том же году покинул его и вернулся в Варшаву. Во время польско-советской войны входил в состав польской Гражданской стражи. Проводил лекции в Железнодорожной школе. В межвоенный период работал в должности воеводского архитектора в Пинске.

## Награды
- Первая премия за проект крытого рынка на Витковской площади в Варшаве (1904)[3];
- Первая премия за проект Бессарабского рынка в Киеве[8];
- Вторая премия Варшавского Общества Искусства — проект двухэтажного дома в народном стиле (1902)[3][9];
- Третье место за конкурсный проект виадука, который должен был объединить Иерусалимские аллеи с мостом Понятовского в Варшаве (1906)[10].

## Работы

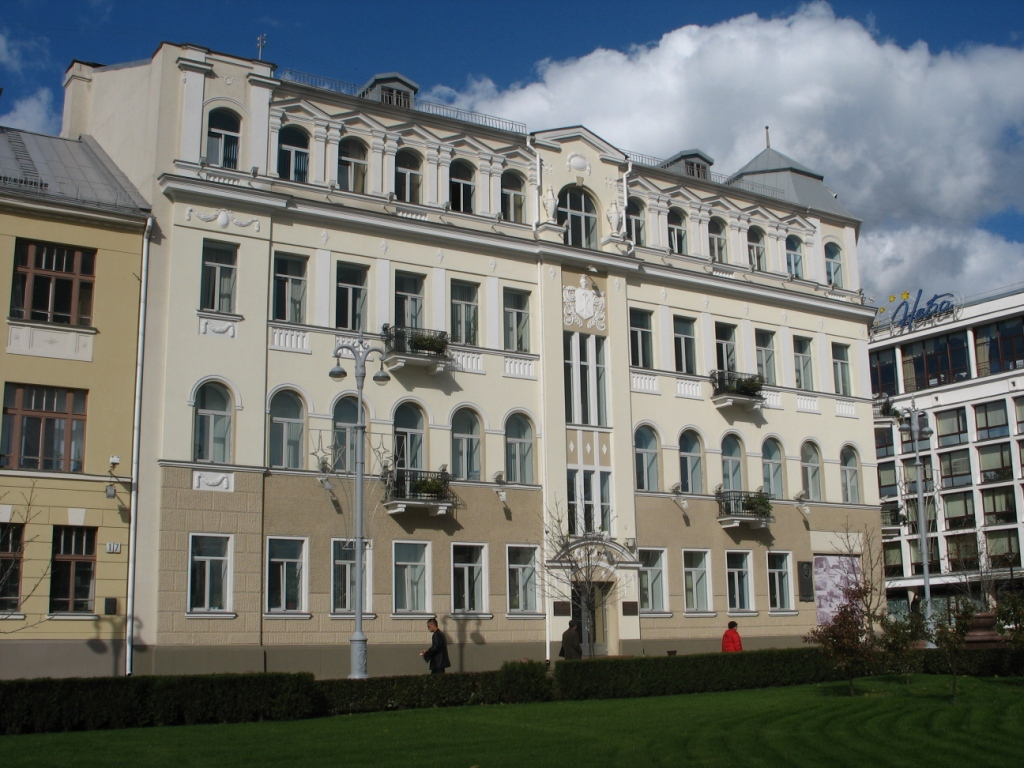
Дом № 19 на ул. Советской в Минске

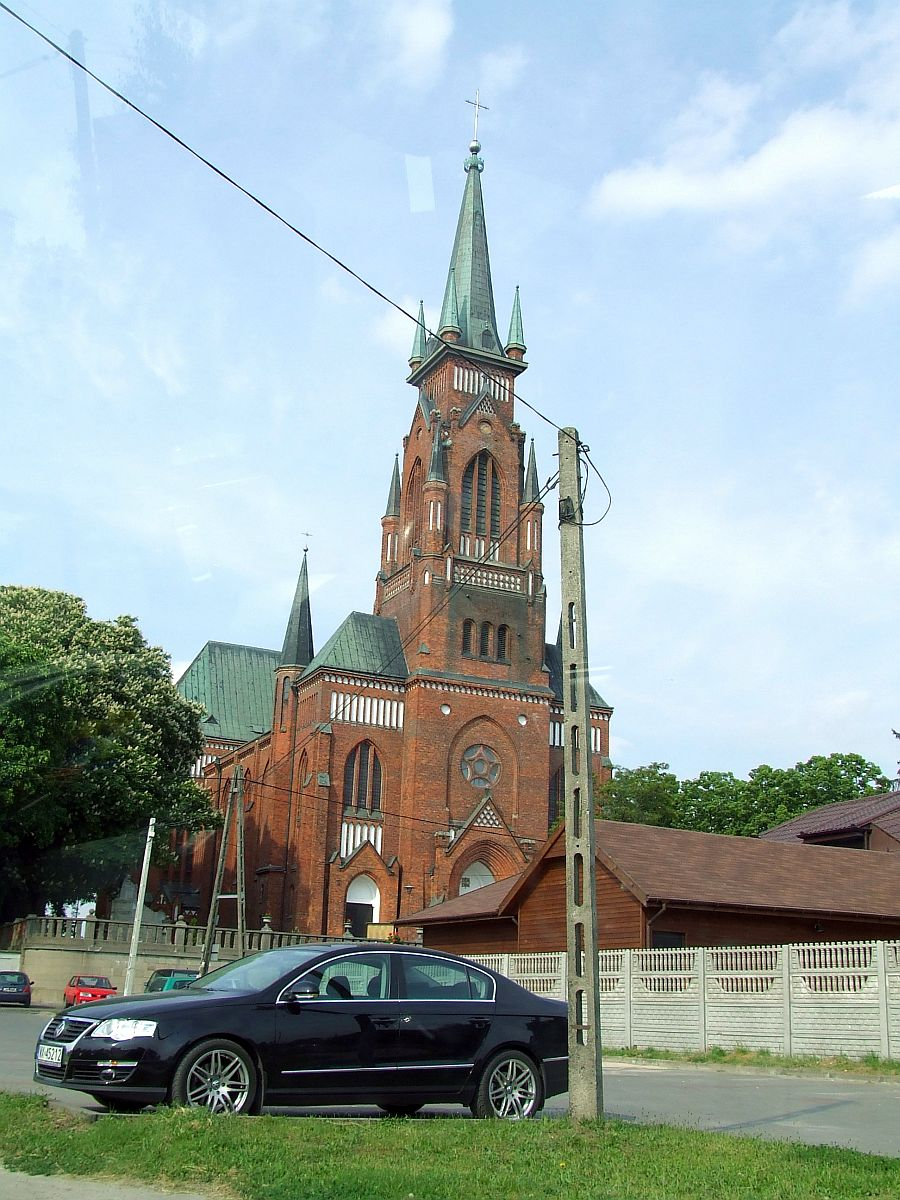
Костел Непорочного зачатия Марии в Жбивкуве, около Варшавы

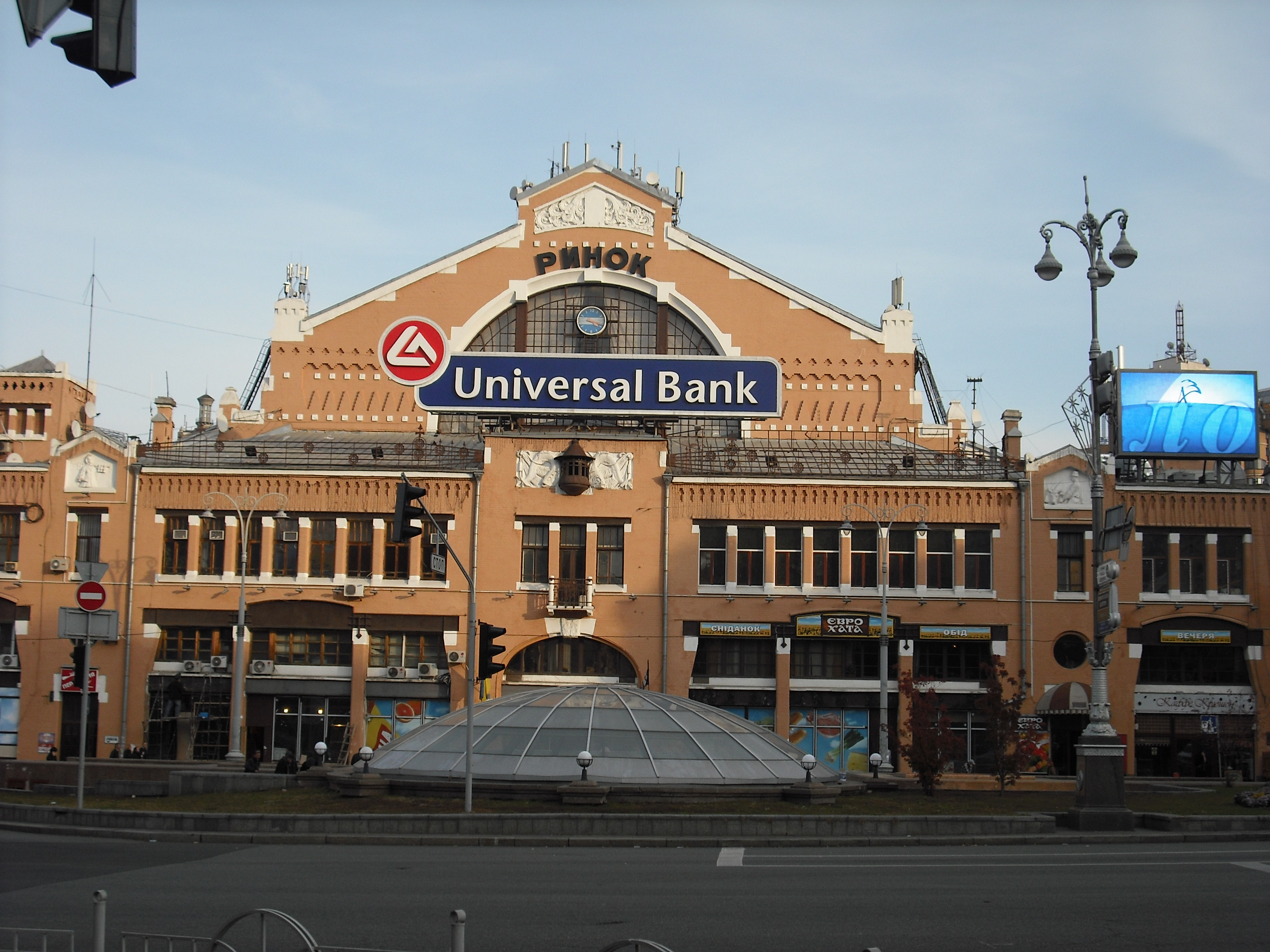
Бессарабский рынок в Киеве

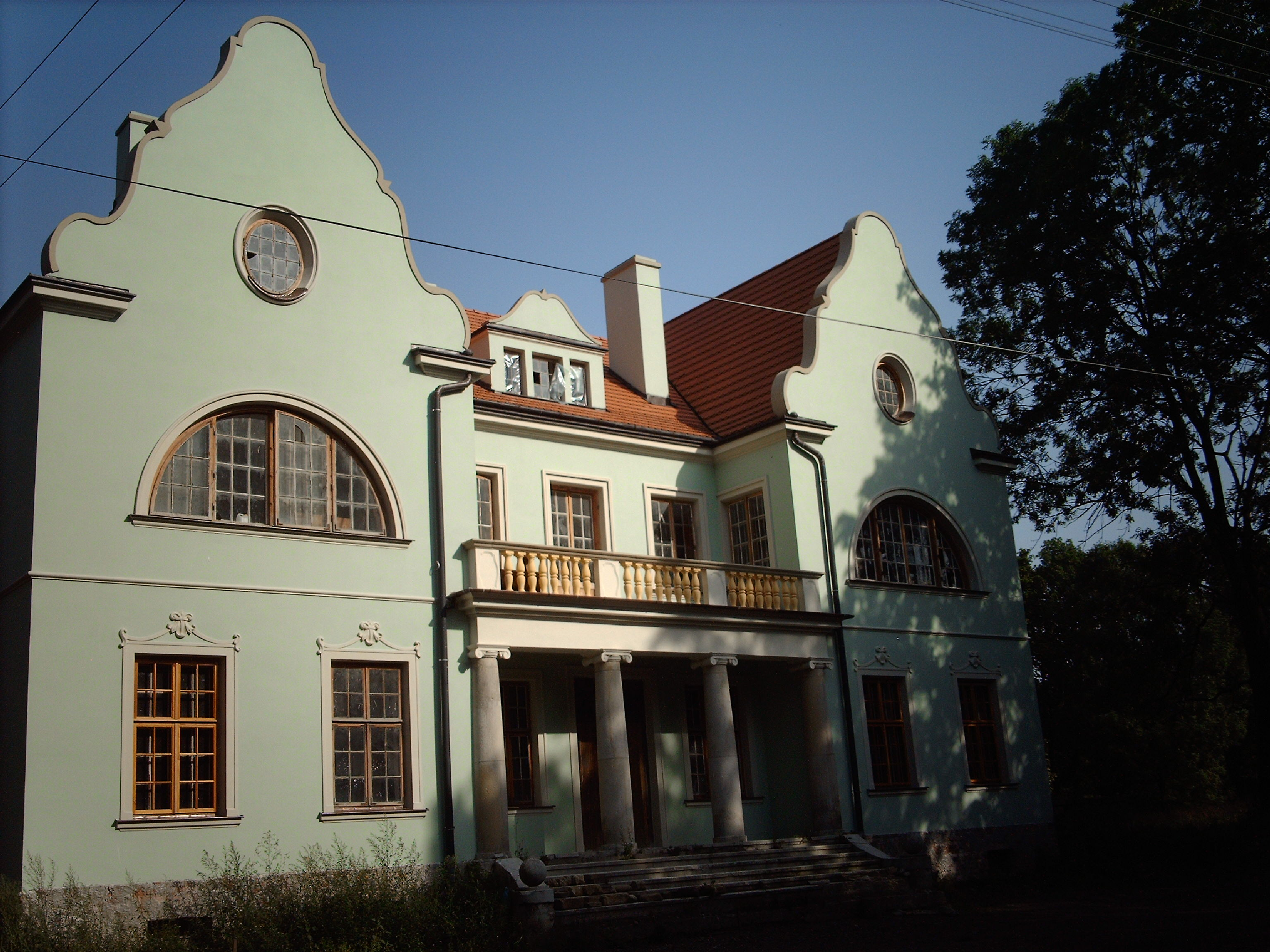
Двор Эдварда Рачинского в Заваде около Дембицы

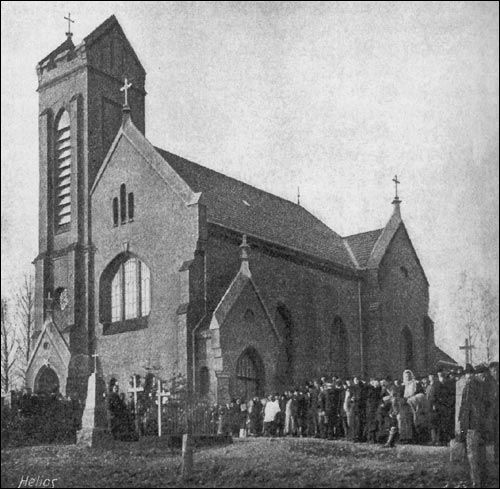
Церковь в Волчковичах на западе Беларуси

### Варшава
- Библиотека Ординации графов Красиньского, ул. Акульник 9 / 9а (вместе с Юлиуша Нагурский, построю. 1912—1930)[3][6];
- Народный дом, ул. Аградовая[3];
- Дом Евангелическо-Аугсбургского прихода, ул. Кредитовая 4 (проект перестройки, вып. 1910—1911)[6];
- Приходской дом Евангелическо-Аугсбургского прихода, площадь Малаховский (проект; 1911—1912, уничтожены во время II мировой войны[6];
- Дом чиновников Дирекции железной дороги около Виленского вокзала[3];
- Фабрика Веделя[3];
- Фабрика Ларделли, ул. Полна[3];
- Фабрика мебели Щербиньского и Тренеровского[3];
- Мужская гимназия имени Николая Рея Евангелическо-Аугсбургской церкви, площадь Малаховского 1 (проект перестройки, вып. 1912, здание частично сохранилось)[3][6];
- Свентаерская зала, ул. Свентаерская 4/6 (1913—1916, ул. Козьля 5) (вместе с К. Гадомским и А. Фридманом; 1913—1916, уничтожена в 1944)[3][6];
- Торговые залы, площадь Казимира Великого (Витковская) (1905—1908, уничтожен в 1944)[3][6];
- Больничная касса, ул. Маряньска[3];
- Больничная касса, ул. Волска[3];
- Государственные начальные школы № 34 и 41, ул. Древняна 6/8 (1906)[3][6];
- Городская школа на углу ул. Добра и Древняна[6];
- Начальная школа Общества мазовецкой школы, ул. Клонова 16 (1911—1912)[3][6];
- Акушерско-гинекологическая больница Св. Софии, ул. Желазна 90 (1912)[6];
- Здание кассы «Социального страхования» № 1, ул. Маряньска 1 (1924—1925)[6];
- Тюрьма, ул. Раковецка 37[3];
- Следственная тюрьма, ул. Даниловичковска[3];
- Квартал зданий между ул. Желязна, Крохмална и Северынув[3];
- Суворовский кадетский корпус, аллея Уяздовске 3 (вместе с Виктором Юнош-Петровском, около 1900)[3][6];
- Морг на Праге[6];
- Государственная железнодорожная школа, ул. Хмелна 88[6];
- Государственные начальные школы № 49 имени Михалины Мосцицкой и № 51 имени кс.-епископа Владислава Бандурскога, ул. Шерока 17/29 (модификация проекта Аполониуша Неневского; 1903—1904, уничтожена в 1937)[6];
- Ипотечные отделы Окружного суда в Варшаве, ул. Капуцыньска 6 (ныне Аллея «Солидарности» 58) (модификация проекта вместе с М. Модженьским; 1912—1913)[3][6].

### Минск
- Дом Абрампольскога на улице Советской № 17, вместе со Станиславом Гайдукевичем (старый адрес Захарьевская № 33, угол с улицей Трубной);
- Дом Униховского на улице Советской № 19 (старый адрес Захарьевская № 35, угол с улицей Коломенской);
- Дом Ждановича (или Минского земледельческого общества), вместе со Станиславом Гайдукевичем[5] (старый адрес Захарьевская № 53), современное здание Министерства внутренних дел (1913)[11];
- Дом Свенцицкого на улице Карла Маркса № 30, где некогда располагалось бюро «Гай, Свенцицкий & Co»[12].

### Другие
- Здания в Констанцине около Варшавы[3];
- Двор Эдварда Рачинского в Заваде около Дембицы[3];
- Фабрика «Мотор» на ул. Рацлавицкай, Маршалковской в Варшаве и в Кутне[3];
- Отель «Савой» в Лодзи[3];
- Дворцовая часовня в Каваничах[3];
- Костел Сердца Христа и Святой Девы Марии, часовня и хозяйственная застройка графа Чапского в Волчковичах около Минска (проект в апреле 1902, возведенный в 1904; уничтожен в 1950-е)[5];
- Костел в районе Жбикув в Прушкуве около Варшавы[3];
- Расширение костела в районе Сколимув в Констанцин-Езёрна возле Варшавы[3];
- Бессарабский рынок в Киеве (проект; построен в 1910—1912, скульпторы Т. Руденко-Щелкан, А. Церамец)[3][4];
- Тюрьма в Тифлисе[3].

В межвоенный период проектировал здания также в Бресте, Пинске (для государственных учреждений и банков) и Барановичах.